# Oxira erubescens
Oxira erubescens är en fjärilsart som beskrevs av George Francis Hampson 1891. Oxira erubescens ingår i släktet Oxira och familjen nattflyn. Inga underarter finns listade i Catalogue of Life.